# Zij weet het
"Zij weet het" is een nummer van de Nederlandse zanger Glen Faria. Het nummer werd niet op een album uitgebracht, maar verscheen op 9 oktober 2015 als single. In 2018 werd het gecoverd door Tino Martin in het televisieprogramma Beste Zangers. Hij bracht het nummer ook als single uit.

## Achtergrond
"Zij weet het" is geschreven en geproduceerd door Kim Arzbach, Vijay Kanhai, Arjan Bedawi, Timo Dirksen en Morien van der Tang. Hoewel Faria van oorsprong een rapper is, zingt hij dit nummer. Hij vertelde hierover: "Dat [is een] singer-songwriternummer. Maar de bron van de tekst - mijn leven in de stad - is die van een rapper." Het nummer werd geschreven voor het Nederlands Film Festival in 2015. De videoclip van het nummer werd ook voor het eerst vertoond op dit festival. Deze clip is in Zuid-Afrika opgenomen.
In 2018 nam Tino Martin samen met onder meer Faria deel aan het televisieprogramma Beste Zangers, waarin hij in de aflevering die draaide om Faria "Zij weet het" zong. Hij koos dit nummer uit als eerbetoon aan zijn overleden zus. Hij vertelde hierover: "Ik koos dit liedje, zonder dat ik het kende. Het origineel was heel anders, dat van mij komt in de buurt van rock, met die elektrische gitaar erin. Waarom ik het voor mijn zus heb gezongen? Omdat zij het écht weet, zij mij door en door kent, zij zo veel voor mij betekent. Ik kan het nummer nooit op de automatische piloot zingen, daarvoor heeft het te veel lading." Faria vond dat het nummer goed bij Martin paste. In de uitzending reageerde hij: "Echt keihard man, het was gewoon Tino Martin, de tekst klopt heel erg bij je."
Op 9 november 2018 bracht Martin een studioversie van "Zij weet het" uit als single. Het werd een grote hit in Nederland, met onder meer een tiende plaats in de Top 40 en een negentiende plaats in de Single Top 100. Het was de tweede keer dat een artiest een hit scoorde met een cover van Faria, nadat Davina Michelle een aantal maanden eerder de eerste plaats in de Top 40 behaalde met "Duurt te lang". Faria vertelde hierover: "Ik vond het heel tof dat de liedjes bij hen pasten. Daar heb ik er als schrijver van geleerd: het is misschien mijn verhaal, maar een heleboel mensen kunnen dat jasje aantrekken. Niet alleen artiesten, het kan ook het verhaal van de luisteraar zijn."

## Hitnoteringen
Alle noteringen zijn behaald door de versie van Tino Martin.

### Nederlandse Top 40
| Hitnotering: 08-06-2019 t/m 28-09-2019 | Hitnotering: 08-06-2019 t/m 28-09-2019 | Hitnotering: 08-06-2019 t/m 28-09-2019 | Hitnotering: 08-06-2019 t/m 28-09-2019 | Hitnotering: 08-06-2019 t/m 28-09-2019 | Hitnotering: 08-06-2019 t/m 28-09-2019 | Hitnotering: 08-06-2019 t/m 28-09-2019 | Hitnotering: 08-06-2019 t/m 28-09-2019 | Hitnotering: 08-06-2019 t/m 28-09-2019 | Hitnotering: 08-06-2019 t/m 28-09-2019 | Hitnotering: 08-06-2019 t/m 28-09-2019 | Hitnotering: 08-06-2019 t/m 28-09-2019 | Hitnotering: 08-06-2019 t/m 28-09-2019 | Hitnotering: 08-06-2019 t/m 28-09-2019 | Hitnotering: 08-06-2019 t/m 28-09-2019 | Hitnotering: 08-06-2019 t/m 28-09-2019 | Hitnotering: 08-06-2019 t/m 28-09-2019 | Hitnotering: 08-06-2019 t/m 28-09-2019 | Hitnotering: 08-06-2019 t/m 28-09-2019 |
| Week:                                  | 1                                      | 2                                      | 3                                      | 4                                      | 5                                      | 6                                      | 7                                      | 8                                      | 9                                      | 10                                     | 11                                     | 12                                     | 13                                     | 14                                     | 15                                     | 16                                     | 17                                     |                                        |
| -------------------------------------- | -------------------------------------- | -------------------------------------- | -------------------------------------- | -------------------------------------- | -------------------------------------- | -------------------------------------- | -------------------------------------- | -------------------------------------- | -------------------------------------- | -------------------------------------- | -------------------------------------- | -------------------------------------- | -------------------------------------- | -------------------------------------- | -------------------------------------- | -------------------------------------- | -------------------------------------- | -------------------------------------- |
| Positie:                               | 37                                     | 25                                     | 21                                     | 18                                     | 14                                     | 13                                     | 11                                     | 10                                     | 10                                     | 18                                     | 21                                     | 24                                     | 24                                     | 31                                     | 34                                     | 36                                     | 38                                     | uit                                    |

### NederlandseSingle Top 100
| Hitnotering (week 1 t/m 28): 15-06-2019 t/m 21-12-2019 Hitnotering (week 29 t/m 62): 04-01-2020 t/m 22-08-2020 Hitnotering (week 63): 03-10-2020 Hitnotering (week 64 t/m 67): 24-04-2021 t/m 15-05-2021 | Hitnotering (week 1 t/m 28): 15-06-2019 t/m 21-12-2019 Hitnotering (week 29 t/m 62): 04-01-2020 t/m 22-08-2020 Hitnotering (week 63): 03-10-2020 Hitnotering (week 64 t/m 67): 24-04-2021 t/m 15-05-2021 | Hitnotering (week 1 t/m 28): 15-06-2019 t/m 21-12-2019 Hitnotering (week 29 t/m 62): 04-01-2020 t/m 22-08-2020 Hitnotering (week 63): 03-10-2020 Hitnotering (week 64 t/m 67): 24-04-2021 t/m 15-05-2021 | Hitnotering (week 1 t/m 28): 15-06-2019 t/m 21-12-2019 Hitnotering (week 29 t/m 62): 04-01-2020 t/m 22-08-2020 Hitnotering (week 63): 03-10-2020 Hitnotering (week 64 t/m 67): 24-04-2021 t/m 15-05-2021 | Hitnotering (week 1 t/m 28): 15-06-2019 t/m 21-12-2019 Hitnotering (week 29 t/m 62): 04-01-2020 t/m 22-08-2020 Hitnotering (week 63): 03-10-2020 Hitnotering (week 64 t/m 67): 24-04-2021 t/m 15-05-2021 | Hitnotering (week 1 t/m 28): 15-06-2019 t/m 21-12-2019 Hitnotering (week 29 t/m 62): 04-01-2020 t/m 22-08-2020 Hitnotering (week 63): 03-10-2020 Hitnotering (week 64 t/m 67): 24-04-2021 t/m 15-05-2021 | Hitnotering (week 1 t/m 28): 15-06-2019 t/m 21-12-2019 Hitnotering (week 29 t/m 62): 04-01-2020 t/m 22-08-2020 Hitnotering (week 63): 03-10-2020 Hitnotering (week 64 t/m 67): 24-04-2021 t/m 15-05-2021 | Hitnotering (week 1 t/m 28): 15-06-2019 t/m 21-12-2019 Hitnotering (week 29 t/m 62): 04-01-2020 t/m 22-08-2020 Hitnotering (week 63): 03-10-2020 Hitnotering (week 64 t/m 67): 24-04-2021 t/m 15-05-2021 | Hitnotering (week 1 t/m 28): 15-06-2019 t/m 21-12-2019 Hitnotering (week 29 t/m 62): 04-01-2020 t/m 22-08-2020 Hitnotering (week 63): 03-10-2020 Hitnotering (week 64 t/m 67): 24-04-2021 t/m 15-05-2021 | Hitnotering (week 1 t/m 28): 15-06-2019 t/m 21-12-2019 Hitnotering (week 29 t/m 62): 04-01-2020 t/m 22-08-2020 Hitnotering (week 63): 03-10-2020 Hitnotering (week 64 t/m 67): 24-04-2021 t/m 15-05-2021 | Hitnotering (week 1 t/m 28): 15-06-2019 t/m 21-12-2019 Hitnotering (week 29 t/m 62): 04-01-2020 t/m 22-08-2020 Hitnotering (week 63): 03-10-2020 Hitnotering (week 64 t/m 67): 24-04-2021 t/m 15-05-2021 | Hitnotering (week 1 t/m 28): 15-06-2019 t/m 21-12-2019 Hitnotering (week 29 t/m 62): 04-01-2020 t/m 22-08-2020 Hitnotering (week 63): 03-10-2020 Hitnotering (week 64 t/m 67): 24-04-2021 t/m 15-05-2021 | Hitnotering (week 1 t/m 28): 15-06-2019 t/m 21-12-2019 Hitnotering (week 29 t/m 62): 04-01-2020 t/m 22-08-2020 Hitnotering (week 63): 03-10-2020 Hitnotering (week 64 t/m 67): 24-04-2021 t/m 15-05-2021 | Hitnotering (week 1 t/m 28): 15-06-2019 t/m 21-12-2019 Hitnotering (week 29 t/m 62): 04-01-2020 t/m 22-08-2020 Hitnotering (week 63): 03-10-2020 Hitnotering (week 64 t/m 67): 24-04-2021 t/m 15-05-2021 | Hitnotering (week 1 t/m 28): 15-06-2019 t/m 21-12-2019 Hitnotering (week 29 t/m 62): 04-01-2020 t/m 22-08-2020 Hitnotering (week 63): 03-10-2020 Hitnotering (week 64 t/m 67): 24-04-2021 t/m 15-05-2021 | Hitnotering (week 1 t/m 28): 15-06-2019 t/m 21-12-2019 Hitnotering (week 29 t/m 62): 04-01-2020 t/m 22-08-2020 Hitnotering (week 63): 03-10-2020 Hitnotering (week 64 t/m 67): 24-04-2021 t/m 15-05-2021 | Hitnotering (week 1 t/m 28): 15-06-2019 t/m 21-12-2019 Hitnotering (week 29 t/m 62): 04-01-2020 t/m 22-08-2020 Hitnotering (week 63): 03-10-2020 Hitnotering (week 64 t/m 67): 24-04-2021 t/m 15-05-2021 | Hitnotering (week 1 t/m 28): 15-06-2019 t/m 21-12-2019 Hitnotering (week 29 t/m 62): 04-01-2020 t/m 22-08-2020 Hitnotering (week 63): 03-10-2020 Hitnotering (week 64 t/m 67): 24-04-2021 t/m 15-05-2021 | Hitnotering (week 1 t/m 28): 15-06-2019 t/m 21-12-2019 Hitnotering (week 29 t/m 62): 04-01-2020 t/m 22-08-2020 Hitnotering (week 63): 03-10-2020 Hitnotering (week 64 t/m 67): 24-04-2021 t/m 15-05-2021 |
| Week: | 1 | 2 | 3 | 4 | 5 | 6 | 7 | 8 | 9 | 10 | 11 | 12 | 13 | 14 | 15 | 16 | 17 | 18 |
| --- | --- | --- | --- | --- | --- | --- | --- | --- | --- | --- | --- | --- | --- | --- | --- | --- | --- | --- |
| Positie: | 62 | 52 | 35 | 34 | 29 | 26 | 20 | 19 | 22 | 21 | 19 | 20 | 23 | 28 | 28 | 30 | 34 | 36 |
| Week: | 19 | 20 | 21 | 22 | 23 | 24 | 25 | 26 | 27 | 28 | | 29 | 30 | 31 | 32 | 33 | 34 | 35 |
| Positie: | 34 | 53 | 67 | 74 | 67 | 70 | 76 | 84 | 88 | 98 | uit | 61 | 73 | 78 | 78 | 83 | 82 | 81 |
| Week: | 36 | 37 | 38 | 39 | 40 | 41 | 42 | 43 | 44 | 45 | 46 | 47 | 48 | 49 | 50 | 51 | 52 | 53 |
| Positie: | 76 | 67 | 82 | 83 | 91 | 84 | 82 | 81 | 73 | 75 | 70 | 74 | 68 | 64 | 83 | 68 | 77 | 74 |
| Week: | 54 | 55 | 56 | 57 | 58 | 59 | 60 | 61 | 62 | | 63 | | 64 | 65 | 66 | 67 | | |
| Positie: | 76 | 84 | 86 | 79 | 78 | 91 | 90 | 93 | 96 | uit | 96 | uit | 98 | 94 | 95 | 98 | uit | |

### NPO Radio 2 Top 2000
| Nummer met noteringen in de NPO Radio 2 Top 2000 | '20  | '21  | '22  |
| ------------------------------------------------ | ---- | ---- | ---- |
| Zij weet het                                     | 1025 | 1564 | 1980 |

1. ↑  Een vetgedrukt getal geeft de hoogste notering aan.
2. ↑  2020 was het eerste jaar met een notering voor dit nummer.
3. ↑  Deze tabel is bijgewerkt tot en met de meest recente editie (2024).